# Mona Brorsson
Mona Brorsson (Järnskog, 28 de marzo de 1990) es una deportista sueca que compite en biatlón.
Participó en dos Juegos Olímpicos de Invierno, obteniendo dos medallas, plata en Pyeongchang 2018 y oro en Pekín 2022, ambas en la prueba de relevo.
Ganó una medalla de plata en el Campeonato Mundial de Biatlón de 2019 y tres medallas de oro en el Campeonato Europeo de Biatlón, en los años 2014 y 2019.

## Palmarés internacional
| Juegos Olímpicos   | Juegos Olímpicos             | Juegos Olímpicos | Juegos Olímpicos |
| Año                | Lugar                        | Medalla          | Prueba           |
| ------------------ | ---------------------------- | ---------------- | ---------------- |
| 2018               | Pyeongchang (Corea del Sur)  | Medalla de plata | Relevo           |
| 2022               | Pekín (China)                | Medalla de oro   | Relevo           |
| Campeonato Mundial |                              |                  |                  |
| Año                | Lugar                        | Medalla          | Prueba           |
| 2019               | Östersund (Suecia)           | Medalla de plata | Relevo           |
| Campeonato Europeo |                              |                  |                  |
| Año                | Lugar                        | Medalla          | Prueba           |
| 2014               | Nové Město (República Checa) | Medalla de oro   | Persecución      |
| 2019               | Minsk-Raubichi (Bielorrusia) | Medalla de oro   | Velocidad        |
| 2019               | Minsk-Raubichi (Bielorrusia) | Medalla de oro   | Relevo mixto     |